# Ivar Kåge
Nils Ivar Kåge, ursprungligen Nilsson, född 21 februari 1882 i Johannes församling i Stockholm, död 2 april 1951 i Oscars församling i Stockholm, var en svensk skådespelare och regissör. Han var bror till konstnären Wilhelm Kåge.

## Biografi
Ivar Kåge var son till grosshandlaren Nils Johan Nilsson. Efter skolstudier i Stockholm och ett års kontorspraktik studerade han vid Dramatens elevskola 1902–1905 och engagerades vid Dramaten efter studierna. 1905–1906 var han anställd vid Stora Teatern, Göteborg och 1906–1913 vid Svenska teatern, Stockholm.
Han var en period engagerad av teaterchefen Albert Ranft men återkom till Dramaten 1912 och stannade där till 1943. Han filmdebuterade 1912 i Victor Sjöströms kortfilm Trädgårdsmästaren och kom att medverka i ett 60-tal filmer. 
Han var gift första gången 1905–1922 med Sigrid Hellberg, andra gången 1922–1927 med skådespelaren Svea Frisch och tredje gången 1927 med manusförfattarinnan Ulla Kåge. Han var far till sångaren Lars Kåge och skådespelaren Bodil Kåge.
Ivar Kåge är begravd på Norra begravningsplatsen utanför Stockholm.

## Filmografi i urval
- 1912 – Trädgårdsmästaren
- 1913 – Livets konflikter
- 1920 – Bodakungen
- 1922 – Lord Saviles brott
- 1924 – Där fyren blinkar
- 1926 – Dollarmillionen
- 1932 – Modärna fruar
- 1935 – Valborgsmässoafton
- 1935 – Kanske en gentleman
- 1936 – Kvartetten som sprängdes
- 1937 – John Ericsson - segraren vid Hampton Roads
- 1937 – Ryska snuvan
- 1939 – Folket på Högbogården
- 1939 – I dag börjar livet
- 1940 – Hjältar i gult och blått
- 1940 – Alle man på post
- 1940 – Ett brott
- 1941 – Tänk, om jag gifter mig med prästen
- 1941 – Soliga Solberg
- 1942 – Fallet Ingegerd Bremssen
- 1942 – Farliga vägar
- 1942 – Ungdom i bojor
- 1942 – General von Döbeln
- 1942 – Flickan i fönstret mitt emot
- 1943 – En fånge har rymt
- 1943 – Livet på landet
- 1943 – Tåg 56
- 1943 – Det brinner en eld
- 1943 – I brist på bevis
- 1944 – Excellensen
- 1944 – När seklet var ungt
- 1944 – Hans officiella fästmö
- 1944 – Narkos
- 1945 – Den glade skräddaren
- 1945 – Trötte Teodor
- 1946 – Kristin kommenderar
- 1946 – Rötägg
- 1946 – Stiliga Augusta
- 1946 – Holger Nilssons underbara resa
- 1946 – Barbacka
- 1946 – Hotell Kåkbrinken
- 1947 – Tösen från Stormyrtorpet
- 1947 – Krigsmans erinran
- 1947 – Det kom en gäst
- 1948 – Janne Vängmans bravader
- 1948 – På dessa skuldror
- 1949 – Bohus Bataljon
- 1949 – Människors rike
- 1949 – Skolka skolan

### Regi
- 1924 – Där fyren blinkar

## Teater

### Roller (ej komplett)
| År   | Roll                               | Produktion                                                 | Regi                    | Teater                     |
| ---- | ---------------------------------- | ---------------------------------------------------------- | ----------------------- | -------------------------- |
| 1904 | Nino                               | En venetiansk komedi Per Hallström                         |                         | Dramatiska Teatern         |
| 1904 | Pytagoras                          | Nero                                                       |                         | Dramatiska Teatern         |
| 1907 | Officeren                          | Ett drömspel August Strindberg                             |                         | Svenska teatern, Stockholm |
| 1907 | Lycko-Per                          | Lycko-Pers resa August Strindberg                          | Justus Hagman           | Östermalmsteatern          |
| 1907 |                                    | Kronbruden August Strindberg                               | Victor Castegren        | Svenska teatern, Stockholm |
| 1908 | Florizel                           | En vintersaga William Shakespeare                          |                         | Svenska teatern, Stockholm |
| 1909 | Mason                              | Mrs Dot W. Somerset Maugham                                | Karl Hedberg            | Svenska teatern, Stockholm |
| 1909 |                                    | Arsène Lupin Francis de Croisset och Maurice Leblanc       | Knut Nyblom             | Oscarsteatern              |
| 1909 |                                    | Trohetseden Oscar Blumenthal                               |                         | Vasateatern                |
| 1909 |                                    | Djävulens lärjunge George Bernard Shaw                     | Karl Hedberg            | Svenska teatern, Stockholm |
| 1910 |                                    | Ybeck Ludvig Nordström                                     |                         | Svenska teatern, Stockholm |
| 1910 | Sjömannen                          | Kärlekens krokvägar Tor Hedberg                            |                         | Svenska teatern, Stockholm |
| 1910 |                                    | Högre politik Richard Skowronnek                           |                         | Svenska teatern, Stockholm |
| 1910 |                                    | De ungas förbund Henrik Ibsen                              |                         | Svenska teatern, Stockholm |
| 1910 |                                    | Min nièce Gustaf von Horn                                  |                         | Svenska teatern, Stockholm |
| 1911 | Gordon                             | Wallenstein Friedrich Schiller                             | Gunnar Klintberg        | Svenska teatern, Stockholm |
| 1912 | Mördaren                           | Höga rättvisan Lothar Schmidt                              | Sven Söderman           | Svenska teatern, Stockholm |
| 1912 |                                    | De fem frankfurtarna Carl Rössler                          |                         | Svenska teatern, Stockholm |
| 1912 |                                    | Monna Vanna Maurice Maeterlinck                            |                         | Svenska teatern, Stockholm |
| 1915 | André d'Eguzon                     | Äventyret Gaston Arman de Caillavet och Robert de Flers    | Karl Hedberg            | Dramaten                   |
| 1919 | Kabinettssekreteraren              | Fanvakt Otto Rung                                          | Tor Hedberg             | Dramaten                   |
| 1920 | Kungen                             | Paradsängen Gunnar Heiberg                                 | Karl Hedberg            | Dramaten                   |
| 1920 | Eberhard                           | Det röda bandet Carl Mathern och Toni Impekoven            | Karl Hedberg            | Dramaten                   |
| 1921 | Georges                            | Resan till Le Havre Louis Verneuil                         | Tor Hedberg             | Dramaten                   |
| 1921 | Jacques                            | Hemkomsten Robert de Flers och Francis de Croisset         | Karl Hedberg            | Dramaten                   |
| 1922 | Hermann, betjänt                   | Peter Peter Curt Goetz                                     | Karl Hedberg            | Dramaten                   |
| 1922 | Fritz Lobheimer                    | Älskog Arthur Schnitzler                                   | Karl Hedberg            | Dramaten                   |
| 1923 | Magenhjelm                         | Kära släkten Gustav Esmann                                 | Tor Hedberg             | Dramaten                   |
| 1923 | Hwrawlicek                         | Sköldpaddskammen Richard Kessler                           | Karl Hedberg            | Dramaten                   |
| 1923 | Honourable Ernest Woolley          | Den beundrandsvärde Crichton J. M. Barrie                  | Karl Hedberg            | Dramaten                   |
| 1923 | Tony                               | Värdshuset Råbocken Oliver Goldsmith                       | Olof Molander           | Dramaten                   |
| 1925 | Armand Duval                       | Kameliadamen Alexandre Dumas d. y.                         | Olof Molander           | Dramaten                   |
| 1925 | Rolf Swedenhielm junior            | Swedenhielms Hjalmar Bergman                               | Gustaf Linden           | Dramaten                   |
| 1925 | Dunois                             | Sankta Johanna George Bernard Shaw                         | Gustaf Linden           | Dramaten                   |
| 1926 | Arialdo                            | Henrik IV Luigi Pirandello                                 | Gustaf Linden           | Dramaten                   |
| 1926 | Lord Harry Bleane                  | Societet W. Somerset Maugham                               | Gustaf Linden           | Dramaten                   |
| 1926 | Markisen av Forlopopoli            | Värdshusvärdinnan Carlo Goldoni                            | Karl Hedberg            | Dramaten                   |
| 1927 | Salomon, sekreterare               | Ombord Prins Wilhelm                                       | Olof Molander           | Dramaten                   |
| 1927 | Lucien                             | Doktor Mirakel Robert de Flers och Franois de Croisset     | Karl Hedberg            | Dramaten                   |
| 1928 | Wilhelm Kilman                     | Hoppla, vi lever! Ernst Toller                             | Per Lindberg            | Dramaten                   |
| 1928 | Konung Charles                     | Diktatorn Jules Romains                                    | Per Lindberg            | Dramaten                   |
| 1930 | John Potter                        | Ungkarlspappan Edward Childs Carpenter                     | Olof Molander           | Dramaten                   |
| 1931 | Georg Ramm                         | Thalias barn Tor Hedberg                                   | Gustaf Linden           | Dramaten                   |
| 1931 | Pierre Larget                      | Känslornas marknad Roger Ferdinand                         | Gustaf Linden Ivar Kåge | Dramaten                   |
| 1931 | Mr John Leeter                     | Fru Celias moral Benn W. Levy                              | Alf Sjöberg             | Dramaten                   |
| 1931 | Konung Magnus                      | Karusellen George Bernard Shaw                             | Gustaf Linden           | Dramaten                   |
| 1931 | Samuel Pickwick                    | Pickwick-klubben František Langer efter Charles Dickens    | Olof Molander           | Dramaten                   |
| 1932 | Mr Fortunatus Hill                 | Majestät Marika Stiernstedt                                | Olof Molander           | Dramaten                   |
| 1932 | Peter Ivanovitj Dobtjinskij        | Revisorn Nikolaj Gogol                                     | Alf Sjöberg             | Dramaten                   |
| 1932 | Profeten                           | Guds gröna ängar Marc Connelly                             | Olof Molander           | Dramaten                   |
| 1932 | Sang                               | Över förmåga Björnstjerne Björnson                         | Alf Sjöberg             | Dramaten                   |
| 1933 | Laurentius Petri                   | Mäster Olof August Strindberg                              | Olof Molander           | Dramaten                   |
| 1934 | Fouché                             | De hundra dagarna Benito Mussolini och Giovacchino Forzano | Rune Carlsten           | Dramaten                   |
| 1934 | Vézinet                            | Den italienska halmhatten Eugene Labiche                   | Olof Molander           | Dramaten                   |
| 1934 | Professor Julius                   | En hederlig man Sigfrid Siwertz                            | Alf Sjöberg             | Dramaten                   |
| 1935 | Bratscha                           | Kvartetten som sprängdes Birger Sjöberg                    | Rune Carlsten           | Dramaten                   |
| 1935 | Durand                             | Den gröna fracken Gaston Arman de Caillavet                | Rune Carlsten           | Dramaten                   |
| 1936 | Michel                             | Huset vid landsvägen Jean Jacques Bernard                  | Alf Sjöberg             | Dramaten                   |
| 1936 | Salvadore                          | Kokosnöten Marcel Achard                                   | Rune Carlsten           | Dramaten                   |
| 1936 | Adrian                             | Millionärskan George Bernard Shaw                          | Alf Sjöberg             | Dramaten                   |
| 1936 | Polis Edlund                       | Fridas visor Birger Sjöberg                                | Rune Carlsten           | Dramaten                   |
| 1937 | Ryttmästare Clas-Hugo Treffenfeldt | Skönhet Sigfrid Siwertz                                    | Alf Sjöberg             | Dramaten                   |
| 1937 | Evas farfar                        | Eva gör sin barnplikt Kjeld Abell                          | Rune Carlsten           | Dramaten                   |
| 1937 | Ditlef S. Mathiesen                | Vår ära och vår makt Nordahl Grieg                         | Alf Sjöberg             | Dramaten                   |
| 1937 | Roger Hilton                       | En sån dag! Dodie Smith                                    | Rune Carlsten           | Dramaten                   |
| 1937 | Piéteur, överste                   | Khaki Paul Raynal                                          | Alf Sjöberg             | Dramaten                   |
| 1937 | Gustaf Grubbe                      | Kungens paket Staffan Tjerneld och Alf Henrikson           | Rune Carlsten           | Dramaten                   |
| 1938 | Bankir Rosenberg                   | Spel på havet Sigfrid Siwertz                              | Alf Sjöberg             | Dramaten                   |
| 1938 | Lewis Murray                       | Älskling, jag ger mig… Mark Reed                           | Olof Molander           | Dramaten                   |
| 1938 | Max Lescalier                      | Sex trappor upp Alfred Gehri                               | Pauline Brunius         | Dramaten                   |
| 1939 | Doktor Waldersee                   | Mitt i Europa Robert E. Sherwood                           | Rune Carlsten           | Dramaten                   |
| 1939 | Beslay, mekaniker                  | Nederlaget Nordahl Grieg                                   | Svend Gade              | Dramaten                   |
| 1939 | Kenneth Harvey                     | Guldbröllop Dodie Smith                                    | Carlo Keil-Möller       | Dramaten                   |
| 1940 | Leonato                            | Mycket väsen för ingenting William Shakespeare             | Alf Sjöberg             | Dramaten                   |
| 1940 | Mr Kirby                           | Koppla av Moss Hart                                        | Carlo Keil-Möller       | Dramaten                   |
| 1940 | Herr Zander                        | Den lilla hovkonserten Toni Impekoven och Paul Verhoeven   | Rune Carlsten           | Dramaten                   |
| 1941 | Clavignac                          | Vi skiljas Victorien Sardou och Émile de Najac             | Alf Sjöberg             | Dramaten                   |
| 1942 | Rolf Swedenhielm senior            | Swedenhielms Hjalmar Bergman                               | Carlo Keil-Möller       | Dramaten                   |
| 1943 | Karl Riber, målare                 | Den stora skuggan Carlo Keil-Möller                        | Carlo Keil-Möller       | Dramaten                   |
| 1944 | Gamle Levin                        | Innanför murarna Henri Nathansen                           | Carlo Keil-Möller       | Dramaten                   |

### Regi
| År   | Produktion         | Upphovsmän       | Teater                                      |
| ---- | ------------------ | ---------------- | ------------------------------------------- |
| 1922 | Det fallande lövet | Sigurd Jungstedt | Dramaten                                    |
| 1931 | Känslornas marknad | Roger Ferdinand  | Dramaten regi tillsammans med Gustaf Linden |

## Radioteater

### Roller
| År   | Roll             | Produktion        | Regi          |
| ---- | ---------------- | ----------------- | ------------- |
| 1946 | Michael Gosselyn | Teater Guy Bolton | Rune Carlsten |